# Miguel Durán
Miguel Durán Navia (Almendralejo, 2 settembre 1995) è un nuotatore spagnolo.

## Biografia
Ha rappresentato la Spagna ai Giochi olimpici estivi di Rio de Janeiro 2016, gareggiando nei 400 metri stile libero e nella staffetta 4x200 metri stile libero.
Ai Giochi del Mediterraneo di Tarragona 2018 ha vinto la medaglia di bronzo nella staffetta 4x200 metri stile libero maschile in squadra con  Moritz Berg, Marcos Rodríguez e Marc Sánchez.

## Palmarès
- Giochi del Mediterraneo

Tarragona 2018: bronzo nella 4x200m sl.